# Genbu

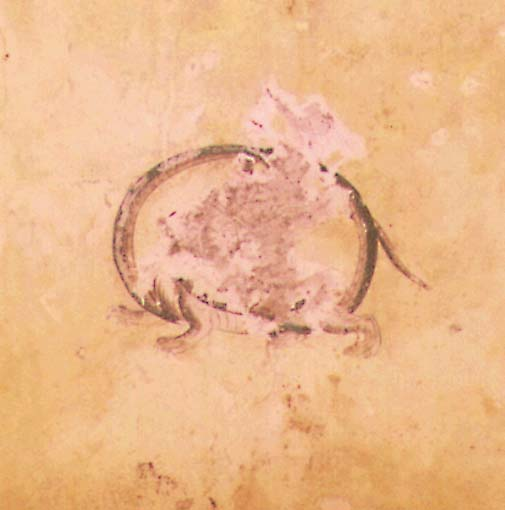
Genbu.

Genbu (玄武) es una de las cuatro deidades guardianas de la mitología china y japonesa, conocidas colectivamente como los Cuatro Monstruos Divinos o Cuatro Símbolos (四神, Shijin), que representan los puntos cardinales. Genbu está asociado con el norte y es tradicionalmente representado como una figura compuesta por una tortuga y una serpiente, con la tortuga formando el cuerpo y la serpiente enroscada alrededor de su caparazón. En la cosmología china y japonesa, estas deidades no solo protegen las ciudades, sino que también simbolizan diferentes aspectos de la naturaleza y las fuerzas cósmicas. Representa al norte, su color es el negro y simboliza el elemento tierra.
En la cultura japonesa, Genbu es considerado un protector de la ciudad de Kioto, que fue la antigua capital del país. Este ser se vincula con el elemento tierra y su color simbólico es el negro, representando estabilidad, protección y fortaleza. Genbu se asocia con las estaciones de invierno, dado su vínculo con el norte, que se traduce en un clima frío y austero.
La figura de Genbu tiene sus raíces en la mitología china, donde originalmente se le conocía como Xuanwu (玄武). A lo largo de los siglos, esta deidad se fusionó con otras tradiciones espirituales de Asia Oriental, y en Japón adquirió una personalidad propia dentro del sintoísmo y el budismo, integrándose en las creencias relacionadas con la protección espiritual.
Genbu también es conocido por su papel en la astrología china y en los sistemas de Feng Shui, donde se cree que su energía de protección y estabilidad contribuye a mantener el equilibrio y la armonía en los hogares y comunidades. De esta manera, Genbu simboliza no solo la protección física, sino también la protección espiritual frente a las adversidades.
Además de su vínculo con el norte, el color negro y el elemento tierra, Genbu es frecuentemente representado en el arte, especialmente en el ámbito de las esferas protectoras y talismanes. Su imagen aparece en templos, amuletos y arte decorativo, a menudo junto a las otras tres deidades guardianas: Seiryu (青龍), que representa el este y se asocia con el dragón azul, Byakko (白虎), que representa el oeste y se asocia con el tigre blanco, y Suzaku (朱雀), que representa el sur y se asocia con el fénix rojo.

## Origen
El origen de Genbu proviene de uno de los cuatro símbolos de las constelaciones chinas. Los chinos lo llaman Tortuga negra o tortuga del norte. Además de representar al norte, también hace referencia a la estación del invierno. En el Feng Shui representa la protección del hogar y una larga vida. Se orienta esta figura hacia una pared sin ventanas, ya que es el punto más fuerte de la casa. A Genbu (Xuan Wu 玄武 en China) también se le suele llamar El guerrero negro.

## Historia
En la China antigua, la tortuga y la serpiente, eran visualizadas como criaturas espirituales que simbolizaban longevidad. Durante la dinastía Han, la gente, con frecuencia, usaban pendientes de jade con la forma de tortugas. Debido a la gran influencia de la china antigua, en Japón, los títulos honorables, con frecuencia, se referían a imágenes de tortugas.
Luego hubo una leyenda, la cual decía que las tortugas de sexo femenino eran incapaces de unirse a tortugas masculinas, pero solamente lo hacían con serpientes machos. Esto produjo el enojo de las tortugas masculinas y ellas mantenían la distancia, orinando a su alrededor para que no volvieran a acercarse.
Desde entonces, aquellos hombres cuyas esposas estaban teniendo amores extramatrimoniales con frecuencia se referían hacia ellas como "tortugas" y la gente, por lo tanto, dejó de usar a la tortuga como símbolo de fortuna.

## Leyendas

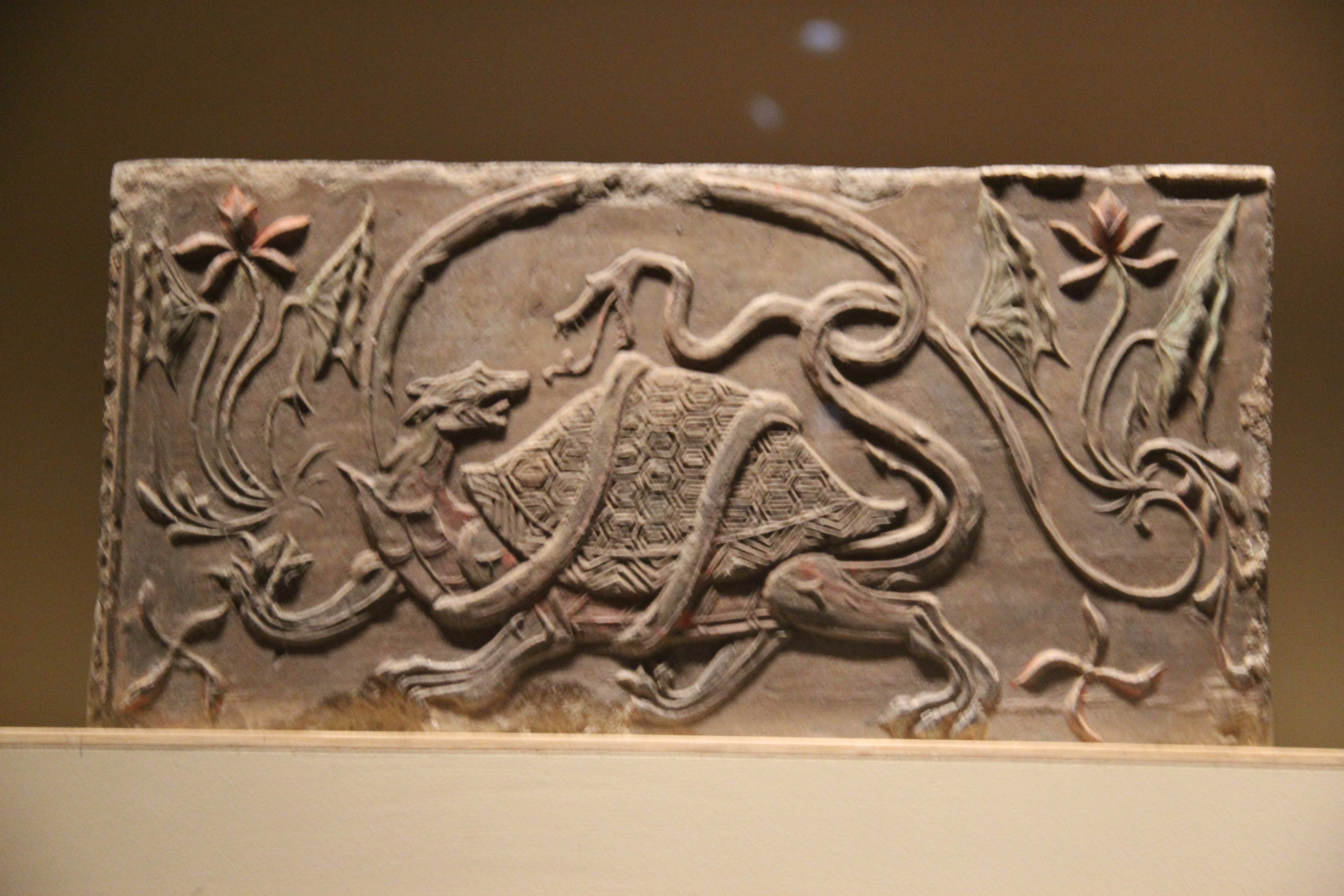
Tortuga negra con serpiente. Relieve de ladrillo de las Dinastías del Sur 11.

En la antigua China, se pensaba que la tortuga y la serpiente eran criaturas espirituales que simbolizaban la longevidad. La costumbre del min de construir tumbas en forma de tortuga puede haber tenido que ver con el deseo de poner la tumba bajo la influencia de la Tortuga Negra.

### Xuanwu

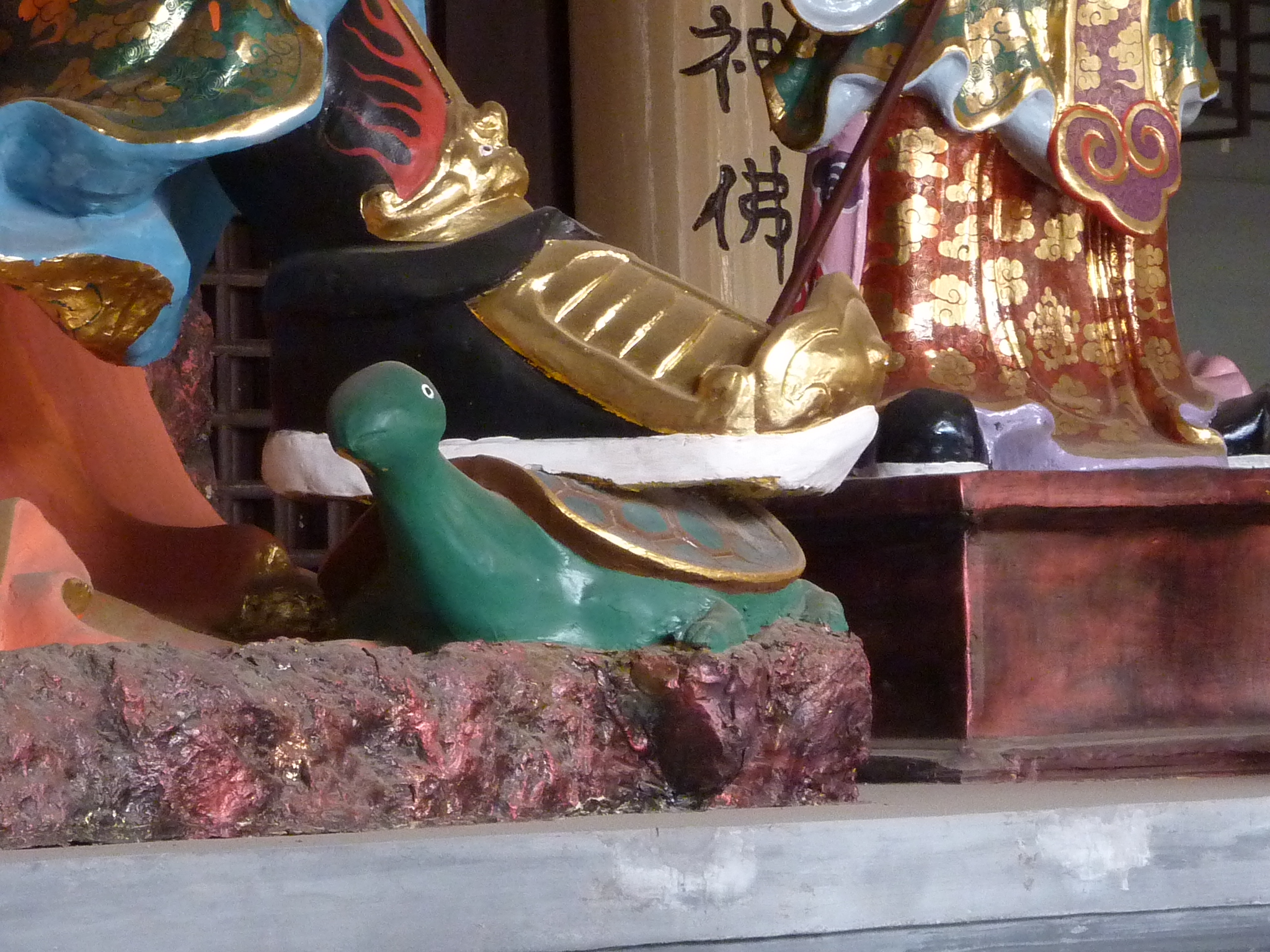
Xuanwu sometiendo a la tortuga. Palacio Wudang, Yangzhou.

En la novela clásica Viaje al Oeste, Xuanwu era un rey del norte que tenía dos generales a sus órdenes, un "general tortuga" y un "general serpiente". Este dios tenía un templo en las montañas Wudang de Hubei y actualmente hay una "Montaña Tortuga" y una "Montaña Serpiente" en las orillas opuestas de un río cerca de Wuhan, la capital de Hubei. [Según la leyenda china, Xuanwu era el príncipe de un gobernante chino, pero no estaba interesado en ocupar el trono, sino que optó por dejar a sus padres a los 16 años y estudiar taoísmo. Según la leyenda, acabó alcanzando un estatus divino y fue adorado como una deidad del cielo del norte.
Otras leyendas chinas también hablan de cómo surgió el "General Tortuga" y un "General Serpiente". Durante el estudio de Xuanwu para alcanzar la iluminación y el estatus divino, se le dijo que, para alcanzar plenamente la divinidad, debía purgar toda la carne humana de su cuerpo. Como siempre había comido los alimentos del mundo, a pesar de todos sus esfuerzos, su estómago e intestinos seguían siendo humanos. Un dios vino entonces y cambió sus órganos por otros divinos. Una vez extraídos, se dice que el estómago y los intestinos originales se convirtieron en una tortuga y una serpiente, respectivamente. La tortuga y la serpiente se convirtieron en demonios y aterrorizaron a la gente. Ahora divino, Xuanwu se enteró de esto y volvió para matar a los monstruos que había desatado en el campo. Sin embargo, como la serpiente y la tortuga mostraron remordimientos, no las mató, sino que las dejó entrenar bajo su mando para que expiaran sus malas acciones. Entonces se convirtieron en los generales Tortuga y Serpiente y ayudaron a Xuanwu en sus misiones (otra leyenda sostenía que los órganos mortales fueron arrojados para convertirse en las montañas Tortuga y Serpiente de Wuhan).
Según otra fuente, una vez que Xuanwu había comenzado su estudio del Way, descubrió que debía purgarse de todos sus pecados pasados para convertirse en un dios. Aprendió a lograrlo lavando su estómago e intestinos en el río. Al lavar sus órganos internos, sus pecados se disolvieron en el agua en una forma oscura y negra. Estos se convirtieron en una tortuga negra y en una serpiente que aterrorizó al país. Una vez que Xuanwu se enteró de esto, volvió para someterlos como en la otra historia.

## Apariciones
- Genbu, uno de los cuatro dioses protectores de Asato Tsuzuki de la serie anime Yami no Matsuei.
- Su figura humana aparece en Dragon Quest Monster: Super Light como monstruo especial.
- En el anime Fushigi Yūgi es uno de los cuatro dioses junto a Byakko, Seiryu y Suzaku.
- Genbu, también es representado en el anime Beyblade, con su mismo nombre (Draciel en la versión americana).
- Genbu es el nombre del anillo que lleva Zetsu de Akatsuki en Naruto.
- El Espíritu Tortuga de The Rising of the Shield Hero está basado en Genbu.
- En la serie y videojuego Inazuma Eleven GO: Chrono Stone, el Espíritu Guerrero "Guerrero del Norte Xuan-Wu" está basado en el Genbu.
- En la serie Yu Yu Hakusho, siendo uno de los monstruos que el protagonista derrota.
- Genbu también es el Caballero de Libra, predecesor de Shiryu y a su vez de Dohko en el anime Saint Seiya Ω.
- Genbu también forma parte como uno de los 108 Specters que conforman el ejército del dios Hades durante la Guerra Santa del siglo XVIII en el anime Saint Seiya: The Lost Canvas - Hades Mythology.
- En Digimon es representado como una de las Cuatro Bestias Sagradas que protegen el Mundo Digital Ebonwumon (Xuanwumon en la versión japonesa).
- Es el primero de los cuatro adversarios a derrotar en el videojuego RPG SaGa (llamado The Final Fantasy Legend en Estados Unidos).
- En la serie Yo-kai Watch Shadowside y en el juego Yo-kai Watch 4, Genbu aparece como el cuarto kebumajin.
- En el videojuego Final Fantasy XIV: Stormblood, aparece como un Personaje no jugador parte de la serie de quests "Four Lords".
- En el videojuego Xenoblade Chronicles 2, aparece como un Titán con interior frío y lleno de pobreza. Es el Titán de origen del personaje Zeke y Pandoria, quien a su vez tiene una conexión inexplicada con el Titán.
- Es el nombre de uno de los únicos en el videojuego MMORPG Silkroad Online.
- En el videojuego Leyendas Pokémon: Arceus la forma tótem de Enamorus está basada en Genbu.